# Repoussoir
Das Repoussoir (französisch repousser: abweisen, wegschieben, zurückdrängen, von sich weisen; französisch Repoussoir: Kontrast, Schreckbild, Vogelscheuche), englisch auch „Framing“ (= Einrahmung) genannt, ist ein bildnerisches Mittel, bei dem Bildelemente im Vordergrund eines Kunstwerkes (Druckgrafik, Flachrelief, Gemälde, Zeichnung), einer Fotografie oder im Film platziert sind. Meist sind es übergroße, dunkle oder rötliche, häufig vertikale Gegenstände. Mögliche Bildelemente sind Äste, Baum/Baumgruppen, Blumen, Draperie, Fenster, Mensch(en), Steine, Stillleben, Tier(e), Torbogen, Türflügel, Zaun u. v. m.

## Zweck
- Der wichtigste Zweck des Repoussoirs ist seine Funktion als „Raumschieber“ zur Steigerung der Tiefenillusion.

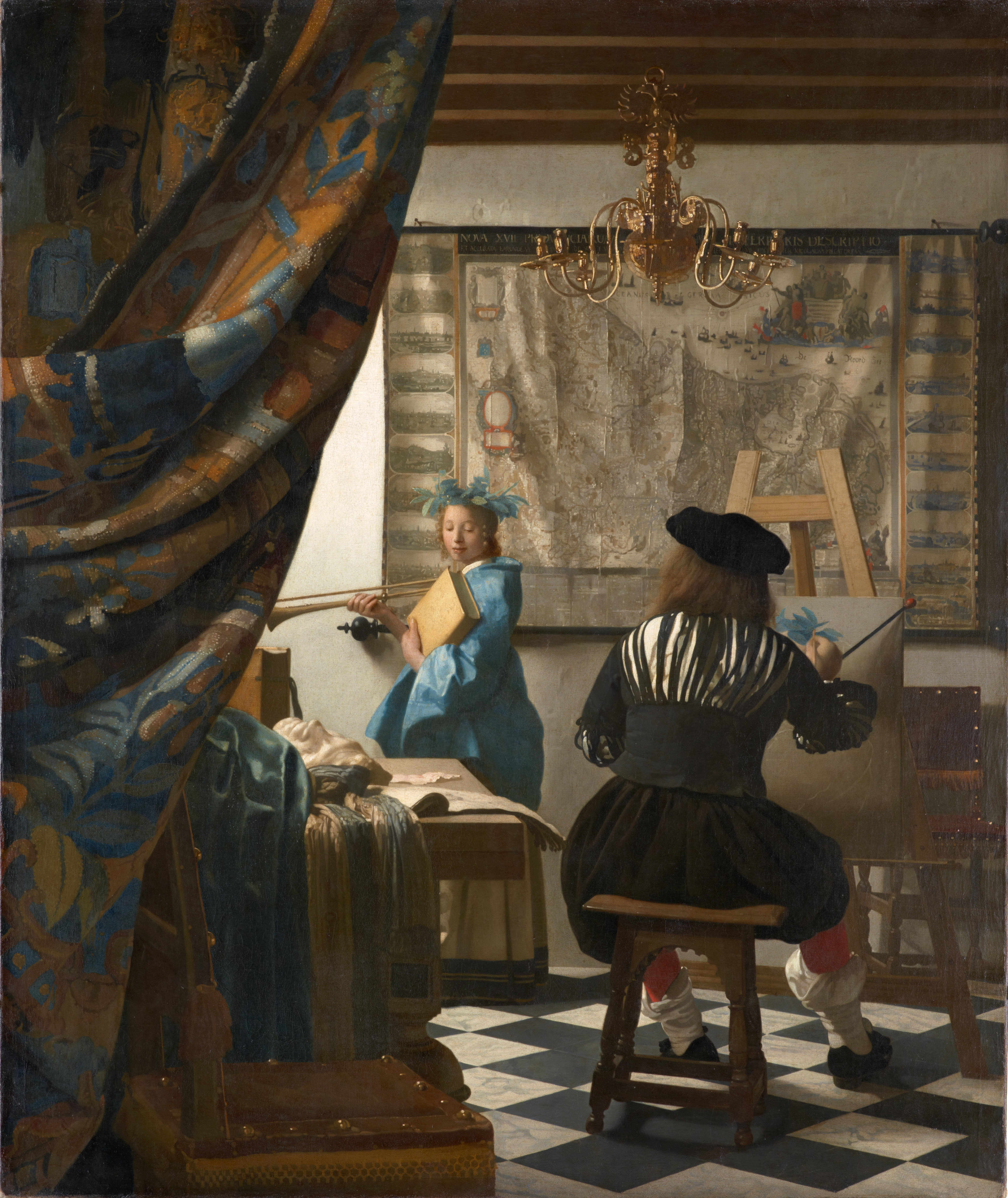
Jan Vermeer van Delft: Die Malkunst, um 1666/1668.

- Jan Vermeer van Delft: Die Malkunst, um 1666/1668.Gleichzeitig bildet es im Vordergrund einen Rahmen, um das Hauptmotiv zu betonen und um den Blick der Betrachterin und des Betrachters auf das Motiv zu lenken.
- Meist besteht ein Kontrast zwischen Repoussoir und Motiv. Bei einem dunklen Repoussoir werden die klaren und leuchtenden Farben des Motivs hervorgehoben. Ist das Repoussoir in warmen Farben gehalten, kontrastiert es zu den kälteren Farben der übrigen Bildteile und unterstützt die Tiefenillusion.
- Weitere Funktionen des Repoussoirs können sein, die Betrachtenden durch eine Barriere (Brüstung, Gitter) auf Abstand zu halten und so ein Gefühl der Intimität des dargestellten Motivs zu schaffen. Oder es verdeckt etwas, wodurch detektivische Neugier geweckt werden soll, was sich dahinter verbergen könnte. Ebenso kann ein auffallendes Repoussoir das Interesse auf sich ziehen, damit die Betrachtenden auch die übrigen Bildteile anschauen.

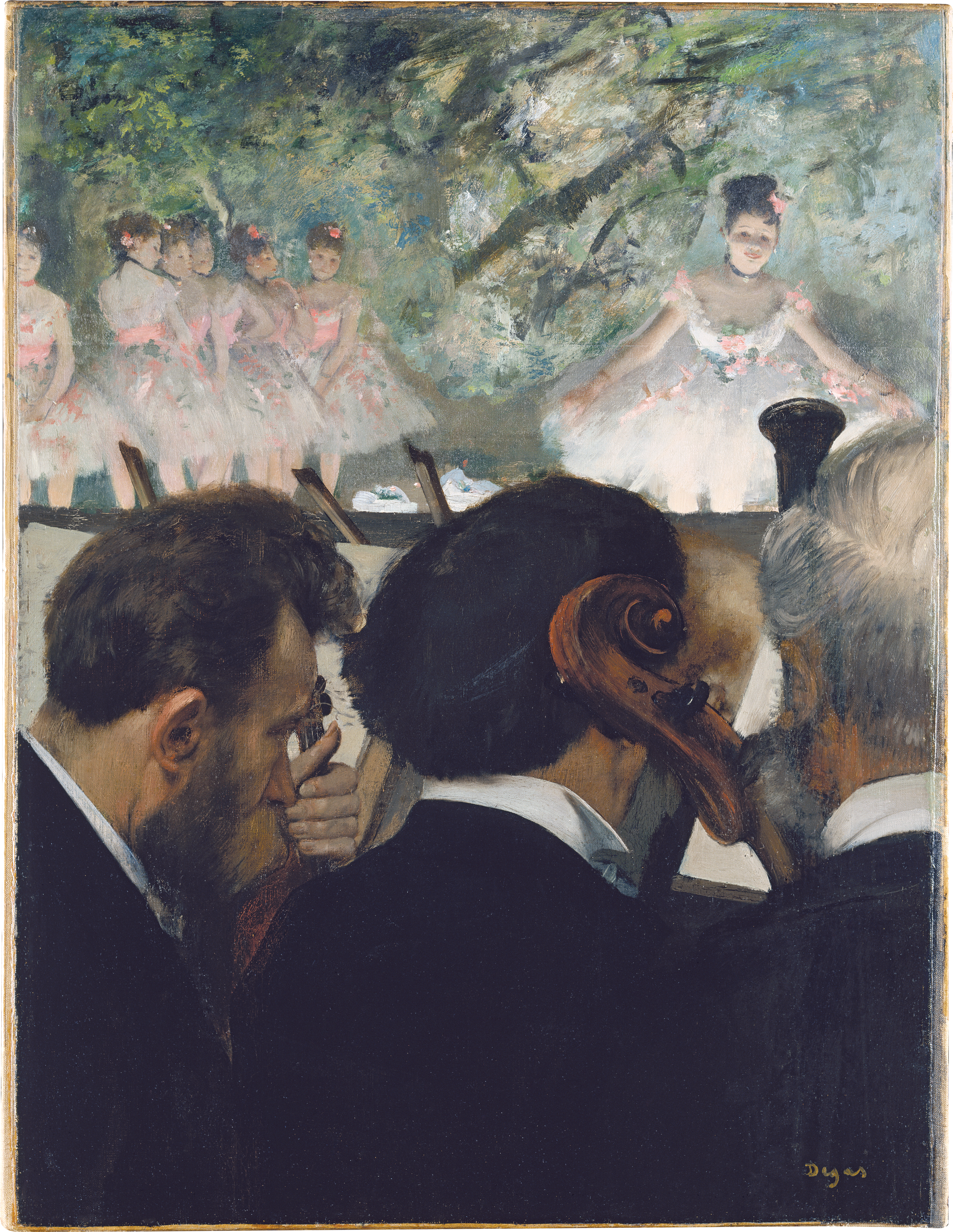
Edgar Degas: Die Orchestermusiker, 1872.

- Edgar Degas: Die Orchestermusiker, 1872.Insgesamt entsteht durch ein Repoussoir eine gerichtete Spannung, die dem Hauptmotiv mehr Anziehungskraft und damit mehr Gewicht verleiht. Eine große, leere Fläche im Vordergrund bietet dem Auge keinerlei Ansatzpunkte, um visuelle Spannung zu erzeugen.[1]

## Repoussoirfigur
Die Repoussoirfigur ist ein Mensch, selten ein Tier, im Vordergrund eines Bildes, in die sich die Betrachtenden hineinversetzen können. Meist ist sie groß und eine Rückenfigur. Die Betrachtenden folgen der Blickrichtung der Figur, wodurch die Blicke in die Tiefe und auf das zentrale Thema des Bildes gelenkt werden. Nicht zu verwechseln ist die Repoussoirfigur mit der Staffagefigur. Diese ist ein meist kleiner, anonymer Mensch, selten ein Tier, im Mittel- oder Hintergrund einer Architektur- oder Landschaftsmalerei.

## Das Repoussoir in der Kunst
Das Repoussoir war vor allem in der Malerei der Renaissance, im Manierismus und Barock ein technischer Trick, der Raumtiefe andeutet und den Blick der Betrachtenden lenkt. Es wird jedoch allgemein als zeitlose Technik angesehen, da es unabhängig von Künstlerinnen und Künstlern aus verschiedenen Epochen in verschiedenen Stilen und Formen verwendet wurde.
- Zum Beispiel wählt Jan Vermeer in seinem Bild Die Malkunst als Repoussoir einen Vorhang, der zur Seite gezogen ist. Damit erlaubt er uns einen Einblick in das Atelier und die Arbeitsweise eines Künstlers, was sonst verborgen ist.
- Edgar Degas malt seine Orchestermusiker als große Rückenfiguren in den Vordergrund. Damit schafft er nicht nur eine enorme Raumtiefe, sondern auch eine Barriere zwischen der illusionistischen Theaterwelt der Balletttänzerinnen und der Realität der Betrachtenden.[2]

## Das Repoussoir in der Fotografie

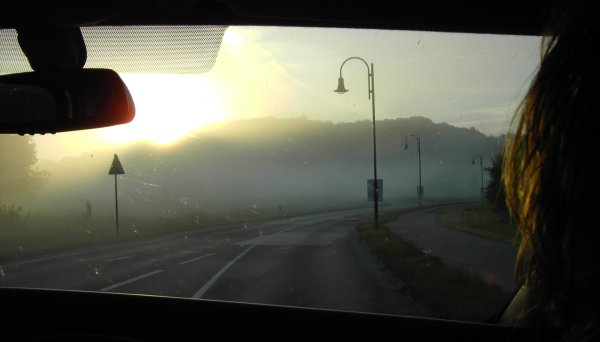
Fotografie: Ein Blick durch die Frontscheibe eines Autos.

Wie in der Malerei ist in der Fotografie der Vordergrund häufig abgedunkelt. Es entsteht ein Repoussoir, das Raumtiefe suggeriert und das die Aufmerksamkeit auf das Motiv im Mittel- oder Hintergrund lenkt. In einer Studioumgebung lässt sich dies einfach erreichen, da man die Beleuchtung selbst auswählen kann.
Eine andere Möglichkeit ist es, über die Schulter einer Person oder einer Personengruppe zu fotografieren, die das zentrale Motiv betrachten.
- Ein Beispiel ist der Blick durch die Frontscheibe eines Autos. Man erkennt eine dunkle, neblige Landschaft mit einer blendend hellen Sonne. Der Rahmen der Autoscheibe, der Rückspiegel links und der angeschnittene Hinterkopf rechts im Vordergrund bilden ein dunkles Repoussoir. Der Kontrast zwischen Vorder- und Hintergrund verdeutlicht die Spannung einer Autofahrt bei schwierigen Sichtverhältnissen.

## Das Repoussoir im Film

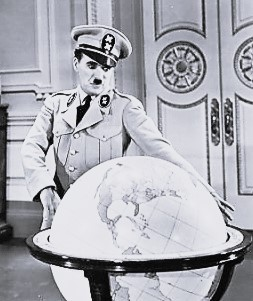
Filmszene: Der große Diktator, 1940.

In einzelnen Bildern aus Filmen (Film still = Standfoto) werden die Repoussoirs wie in Kunstwerken bzw. Fotografien eingesetzt.
- In einer Szene des Films Der große Diktator steht Charlie Chaplin hinter einem Globus. Der Globus als Repoussoir ist hier kein schmückendes Beiwerk, sondern verweist auf das zentrale Ziel des Diktators: die Weltherrschaft.

## Galerie

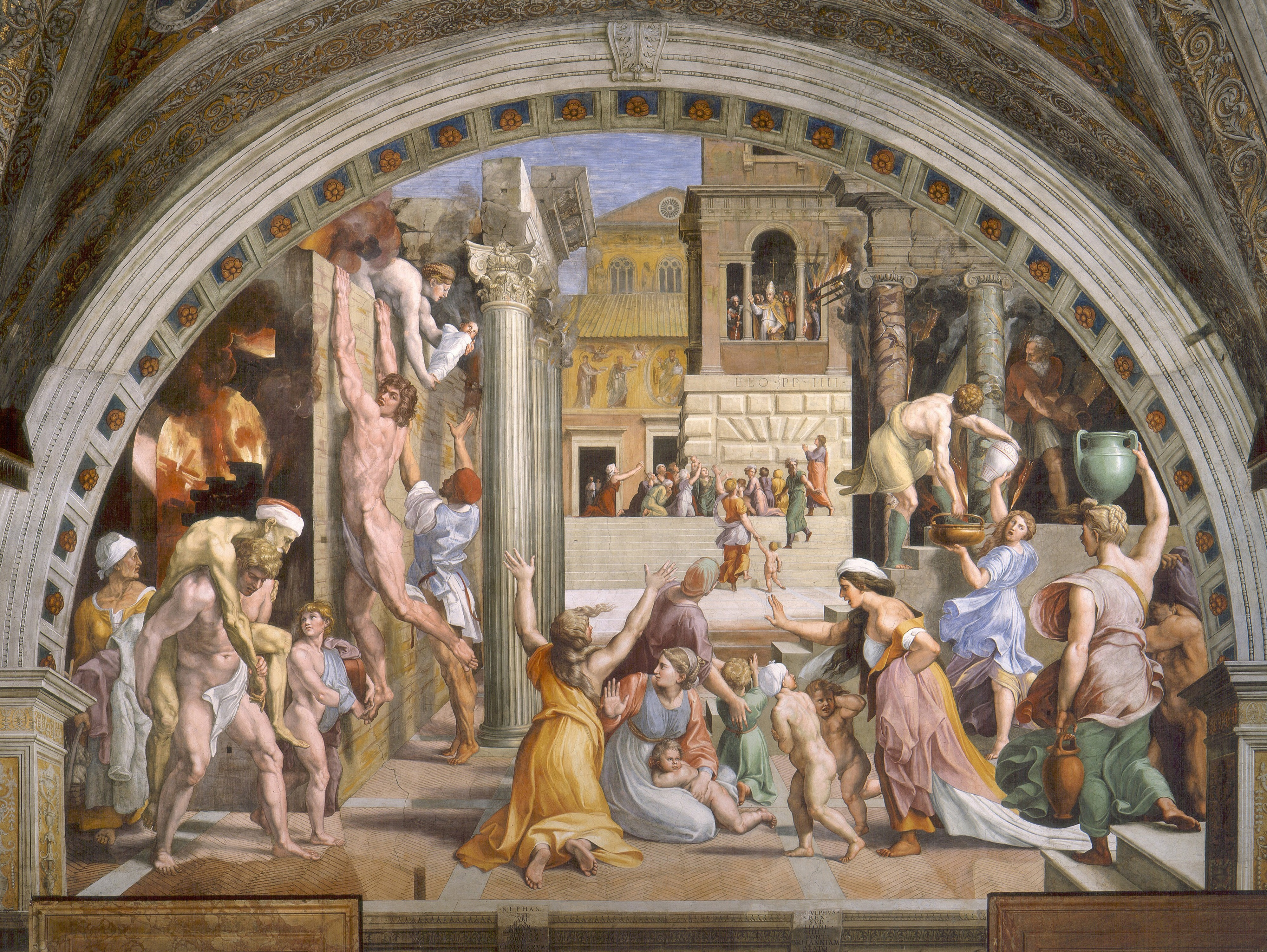
In dem Fresko von 1514 Der Borgobrand von Raffael und Giulio Romano steht am rechten Bildrand eine Frau, dargestellt schräg von hinten. Sie trägt einen Krug auf dem Kopf und scheint in die Bildtiefe hineinzugehen. Damit lenkt sie unseren Blick auf das dramatische Geschehen.
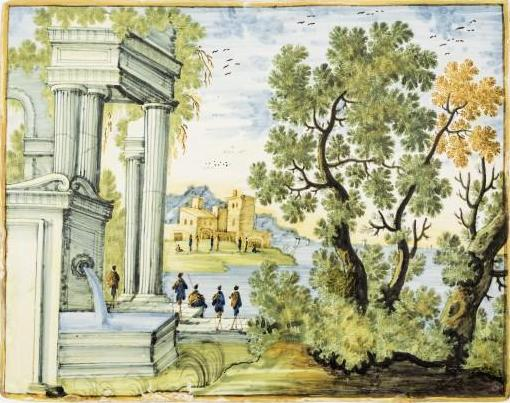
In der Fayence-Malerei (18. Jahrhundert) von Francesco Saverio Grue bilden ein Brunnen, eine Ruine links und drei Bäume rechts ein Repoussoir, das den Blick auf die Architektur im Hintergrund lenkt.
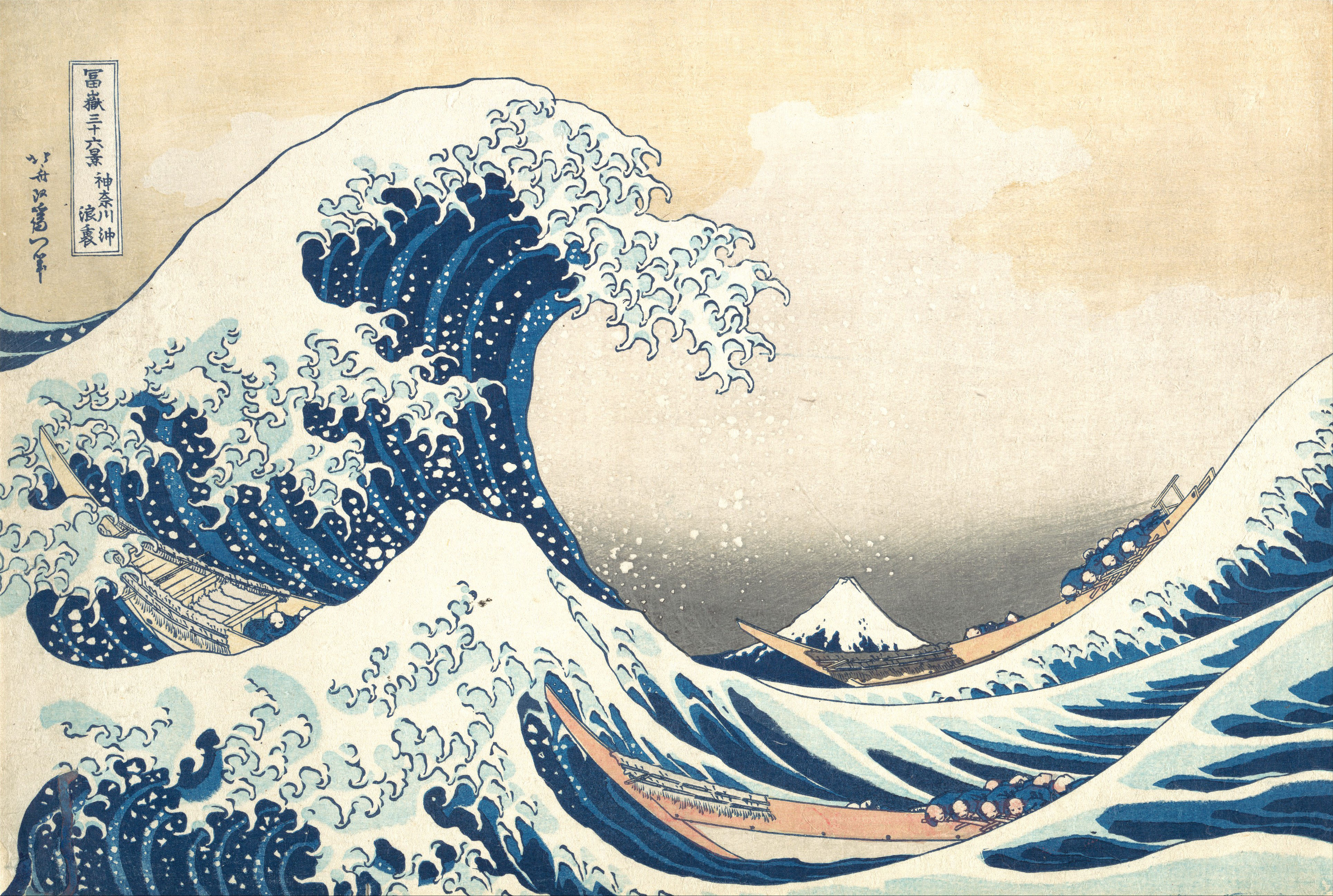
In dem Farbholzschnitt Die große Welle von Kanagawa von Katsushika Hokusai von 1830–1832 bilden große Wellen einen bedrohlichen Rahmen für den (im Moment) stabil ruhenden Schichtvulkan Fudschijama im Hintergrund. Der Kontrast verdeutlicht die Bedrohung der Menschen durch die Naturgewalten.
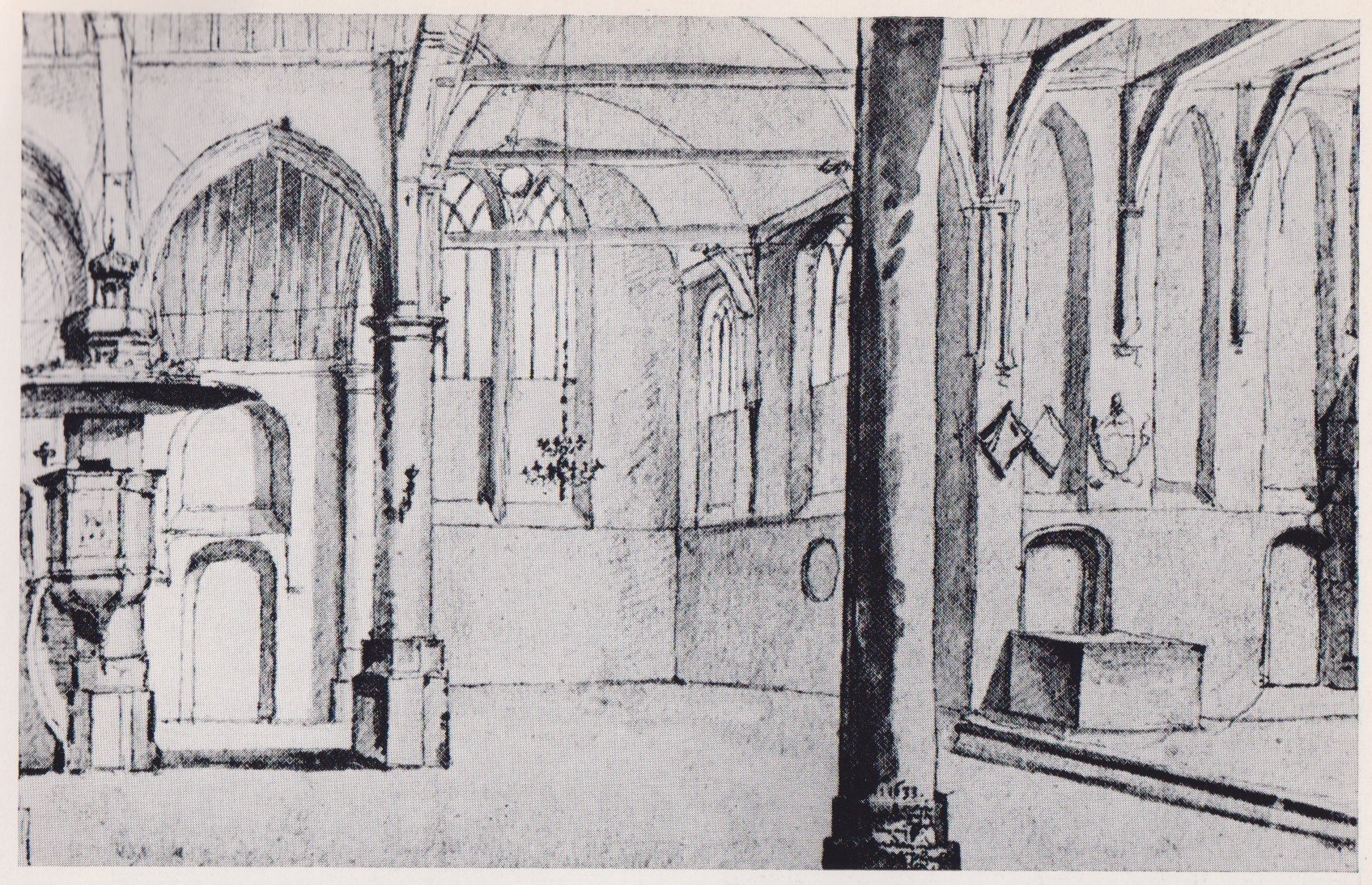
In der Zeichnung der St. Odulphus-Kirche, Assendelft von Janszoon Saenredam von 1633 steht ein einzelner Rundpfeiler des bildparallel verlaufenden Langhauses im Vordergrund und steigert als Repoussoir die Vorstellung von der Weite des Langhauses.
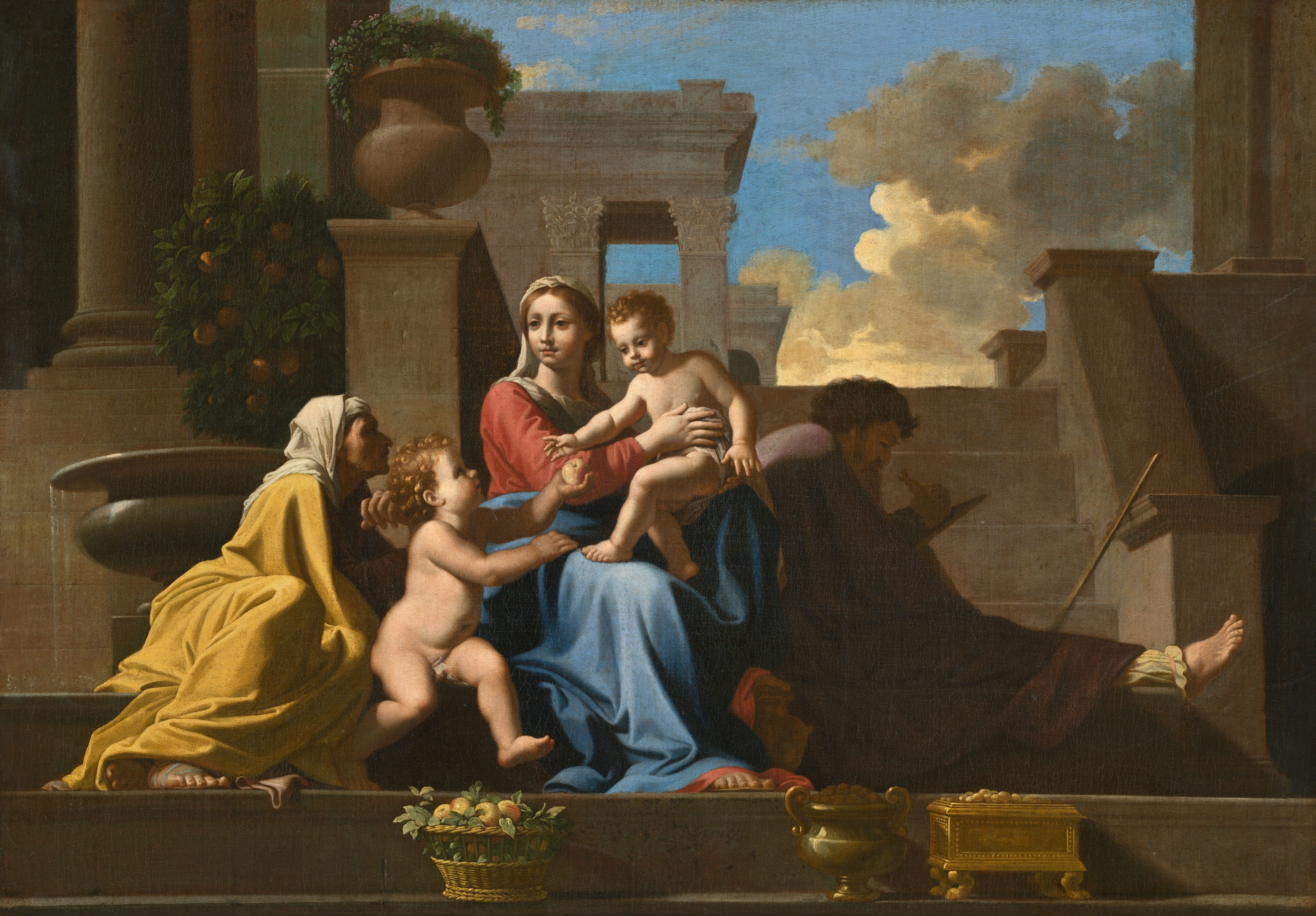
In dem Gemälde Die Treppenmadonna von Nicolas Poussin von 1648 bewirken die über die gesamte Bildbreite verlaufenden, vorgelagerten Treppenstufen eine Überhöhung der Heiligen Familie. Zudem kann man sich vorstellen, dass die Betrachtenden die drei Weihegabe auf der untersten Treppenstufe gerade abgelegt haben. Dadurch werden sie einbezogen, bleiben aber auf Distanz.
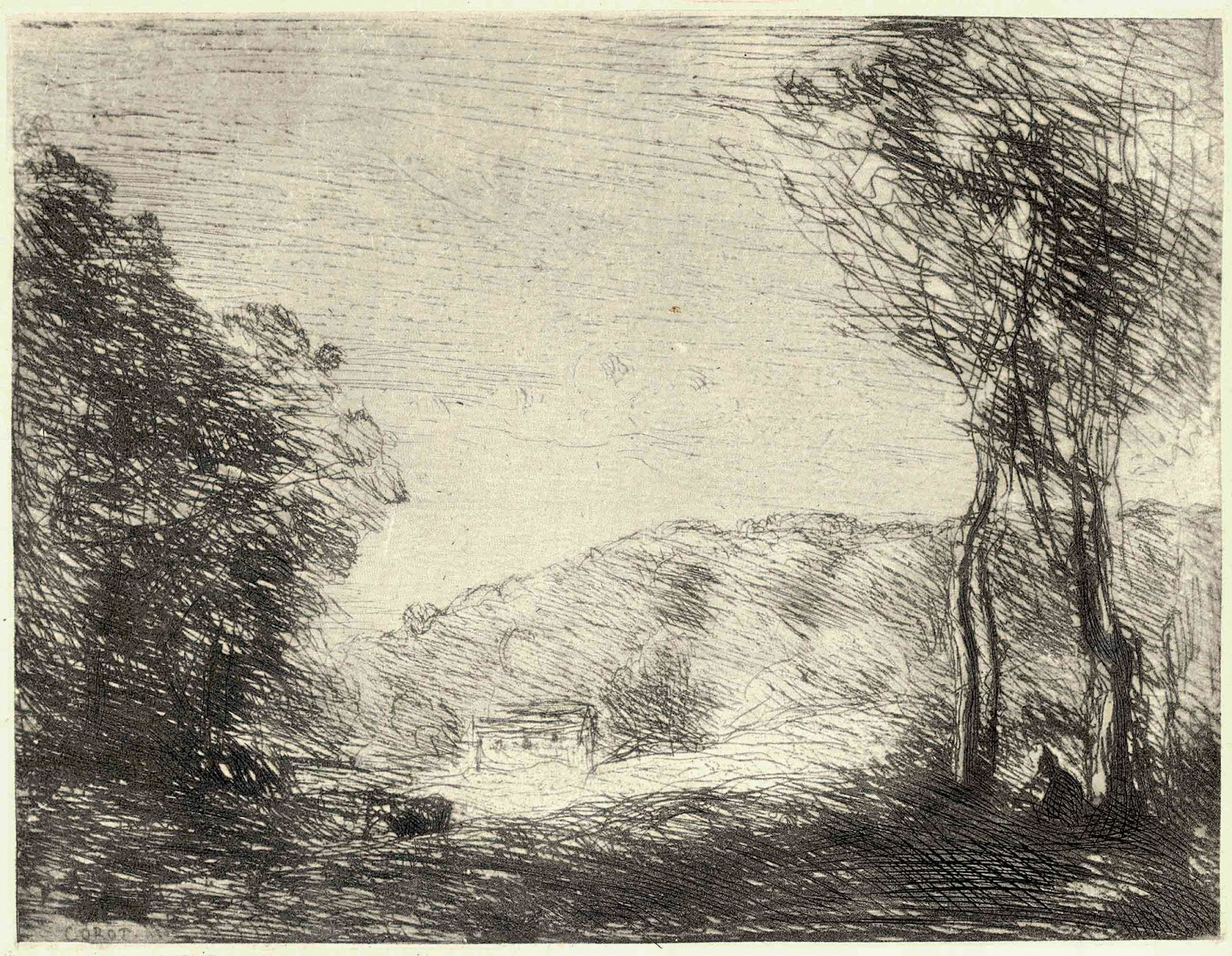
Auf der Radierung Bewaldete Landschaft von Camille Corot von 1866 bilden dunkle Bäume als Repoussoir eine u-förmige Öffnung. Es entsteht ein romantisches, ruhiges Bild, bei dem das Publikum eingeladen wird, die ferne Landschaft zu betrachten.
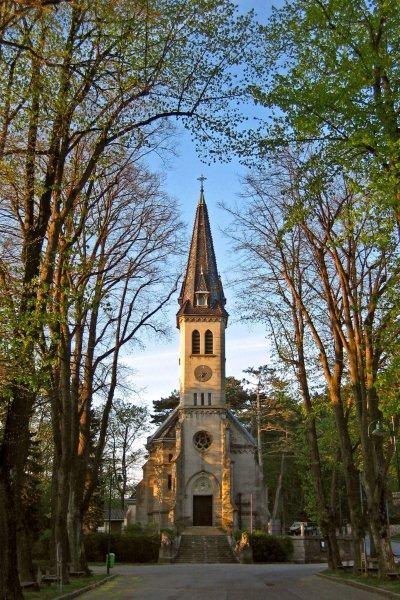
In der Fotografie akzentuiert eine Lindenallee als Repoussoir die Pfarrkirche zu Weissenbach an der Triesting und dient einer gesteigerten Tiefenwirkung.
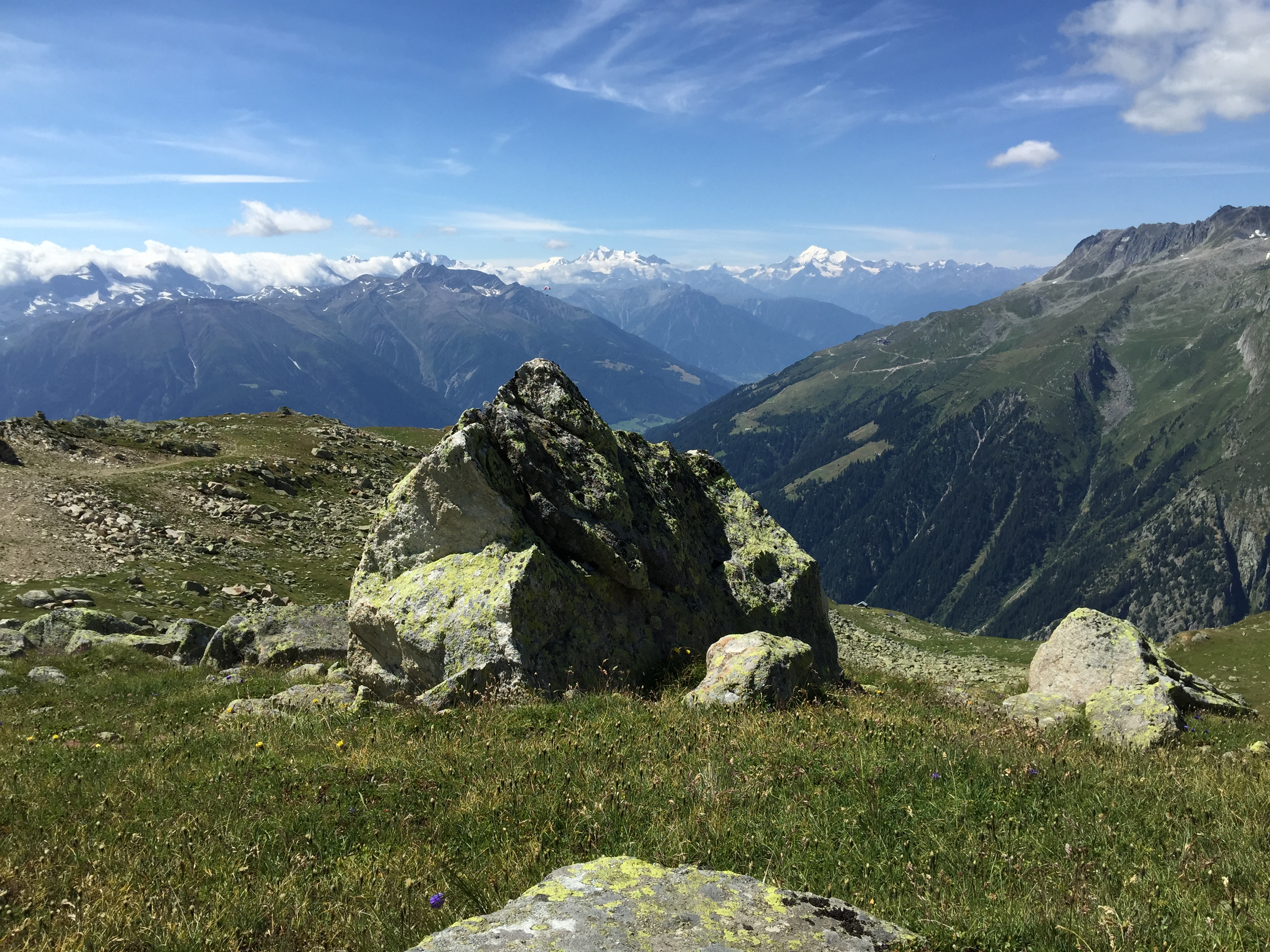
Die Fotografie zeigt einen Hügel der Fiescheralp (Schweiz) mit Wiese und Felsen im Vordergrund. Dieser dient als Repoussoir und unterstreicht die Weite der Landschaft.